# إكستا مايا موراي
إكستا مايا موراي (بالإنجليزية: Yxta Maya Murray)‏‏ (1970 في لوس أنجلوس - ) محامية، وكاتِبة، وروائية، وكاتبة للأطفال من الولايات المتحدة.